# Різдвяний принц (фільм, 2022)
«Різдвяний принц» (англ. Inventing the Christmas Prince) — сімейний фільм і різдвяна комедія 2022 року.

## Сюжет
Шелбі, інженер-ракетник, спеціаліст з керування штучними супутниками, збирається звільнитися з роботи, коли її бос Еван, холодний та непривітний у житті, оголошує про необхідність працювати у різдвяні святкові дні. Це є неприйнятним для Евана, оскільки її звільнення загрожує його подальшій роботі на посаді. Еван намагається умовити Шелбі залишитися на роботі, коли її донька Грейс, восьмирічна дівчинка, вихована на вигаданих казках Шелбі про різдвяного принца, раптом вирішує, що Еван і є той казковий різдвяний принц, бо на руці Евана є родима пляма у вигляді поцілунку північного оленя в руку принца. Еван і Шелбі укладають угоду про продовження роботи Шелбі і виконання бажань з різдвяного списку Грейс Еваном.

## В ролях
| Актор            | Роль    |
| ---------------- | ------- |
| Тамера Маурі     | Шелбі   |
| Ронні Роу        | Еван    |
| Ізабель Берч     | Грейс   |
| Натанаель Васс   | Лоренцо |
| Кейтлін Страйкер | Ніколь  |
| Джеліс Грін      | Анналіз |
| Дін Маршалл      | Скотт   |